# Oenothera engelmannii
Oenothera engelmannii är en dunörtsväxtart som först beskrevs av Elmer Ottis Wooton och Standley, och fick sitt nu gällande namn av Philip Alexander Munz. Oenothera engelmannii ingår i släktet nattljussläktet, och familjen dunörtsväxter. Inga underarter finns listade i Catalogue of Life.